# ضامناوا (سقز)
قرية ضامناوا (بالكردية: زامناوا) هي إحدى القرى التابعة لـإمام في ريف قسم زيويه من مقاطعة سقز، في محافظة كردستان الإيرانية.

## السكان
حسب إحصاءات سنة 2006، بلغ إجمالي السكان في ضامناوا 102 نسمة وعدد المساكن 22 مسكن. لغة سكان ضامناوا هي اللغة الكردية و هم من أهل السنة والجماعة والمذهب الشافعي.